# 181872 Cathaysa
181872 Cathaysa è un asteroide della fascia principale. Scoperto nel 1999, presenta un'orbita caratterizzata da un semiasse maggiore pari a 2,7517369 au e da un'eccentricità di 0,1390684, inclinata di 13,41908° rispetto all'eclittica.